# 胡茂德
胡茂德（越南语：／，1801年—？），號令甫，越南阮朝舉人、官員。

## 生平
胡茂德爲乂安省瓊瑠縣富明社人，生於景盛九年（1801年）三月初十日。明命九年（1828年）登庠，明命十二年（1831年）參加乂安場鄉試，中舉人。次年，補東潮知縣。明命十七年（1836年）以母親年高乞歸養，歸鄉後教習講學。
紹治元年（1841年）母親過世後平調香山知縣，當地文祠年久失修，胡茂德捐俸修繕。紹治七年（1847年）因事遭免官，嗣德元年（1848年）派任官職，不久稱病辭歸。

## 家庭
有三子三女：
- 長子胡茂松
- 次子胡茂梧
- 幼子胡茂桐[1]